# Wujingfu
Wujingfu är en köping i sydöstra Kina. Den ligger i Jiexi härad i staden Jieyang i provinsen Guangdong, omkring 290 kilometer öster om provinshuvudstaden Guangzhou. Antalet invånare är 49 087. Befolkningen består av 23 335 kvinnor och 25 752 män. Barn under 15 år utgör 19,0 %, vuxna 15-64 år 69 %, och äldre över 65 år 11,0 %.